# VXA
VXA ist ein Datensicherungsformat für Streamer (Bandlaufwerke), ursprünglich von Ecrix entwickelt und von Tandberg Data aufgekauft, nachdem Ecrix mit Exabyte Corporation zu Exabyte Data fusioniert hatten. Nach der Übernahme am 20. November 2006 durch Tandberg Data wurde das Format nicht weiterentwickelt. VXA weist, im Vergleich zu verwandten Verfahren wie DLT und AIT, Neuerungen auf. VXA ist das erste Bandformat, das Daten in Paketen aufzeichnet.

## Funktion
Exabyte und Ecrix bezeichnen das Datenformat als „Packet Technology“ (~Paket-Technik). VXA benutzt Schrägspuraufzeichnung, bei der Datenpakete wie die Bilder beim Videorekorder in schräg verlaufenden Streifen aufgezeichnet werden. Neu an der Technik ist, dass die Pakete mit einer eindeutigen Marke, der „Packet-ID“, anfangen und mit einer „ECC“-Prüfsumme enden. Wenn ein Streifen auf das Band geschrieben wird, wird er umgehend nochmals gelesen und verglichen, ob die Aufzeichnung fehlerfrei erfolgte. Ein fehlerhaftes Paket wird wiederholt auf das Band geschrieben, ohne das Band anzuhalten und zurückzuspulen. Dazu werden die Datenpakete samt ihrer ID in einem Pufferspeicher gehalten. Im Pufferspeicher sind drei Prüfsummen hinterlegt, um die Datenintegrität sicherzustellen. Hierfür sind zwei Köpfe in der Kopftrommel. Beim Lesen können beide Köpfe benutzt werden. Schrägspuraufzeichnung bringt eine relativ niedere Bandgeschwindigkeit mit sich, die ermöglicht, das Band schneller zu stoppen.

## Marktbereich
VXA konkurriert hauptsächlich mit den Formaten DDS und DLT-IV. Nach Herstellerangaben ist die Lebensdauer der Medien 20000 "passes", was etwa 1000 vollständigen Sicherungsvorgängen entspricht.

## Formatübersicht
| Generation                                      | VXA-1 | VXA-2   | VXA-3  | VXA-4 | VXA-5 |
| ----------------------------------------------- | ----- | ------- | ------ | ----- | ----- |
| Erscheinungsdatum                               | 1999  | 2002    | 2005   | TBA   | TBA   |
| Maximale unkomprimierte Datenmenge in GB        | 33    | 80      | 160    | 320   | 640   |
| Maximale Aufzeichnungsgeschwindigkeit in MB/s   | 3     | 6       | 12     | 24    | 48    |
| Aufzeichnungsverfahren (Modulation / Kodierung) | EFM   | PRML    |        |       |       |
| Magnetspurbreite                                |       |         | 5,7 μm |       |       |
| Kopf                                            |       | Ferrite | TFMR   |       |       |

### VXA-3
Exabyte brachte zwei Produktreihen der VXA-3-Technik auf den Markt:  VXA-320 im Jahr 2005 und VXA-172 im Jahr 2006. VXA-172-Laufwerke sind auf 86 GB je Band begrenzt, können aber gegen Gebühr freigeschaltet werden. Sonst sind sie identisch. VXA-3 war das erste marktreife Schrägspuraufzeichnungssystem mit „MR“-Köpfen. Dies sind Dünnfilm-Magnetköpfe (TFMR), die den GMR-Effekt nutzen.
Die Speichergrößen sind unkomprimiert physikalisch angegeben. Exabyte ging von einer möglichen Kompression auf 50 % aus und bewarb die Produkte damit.

## Galerie

### Cartridge / Band

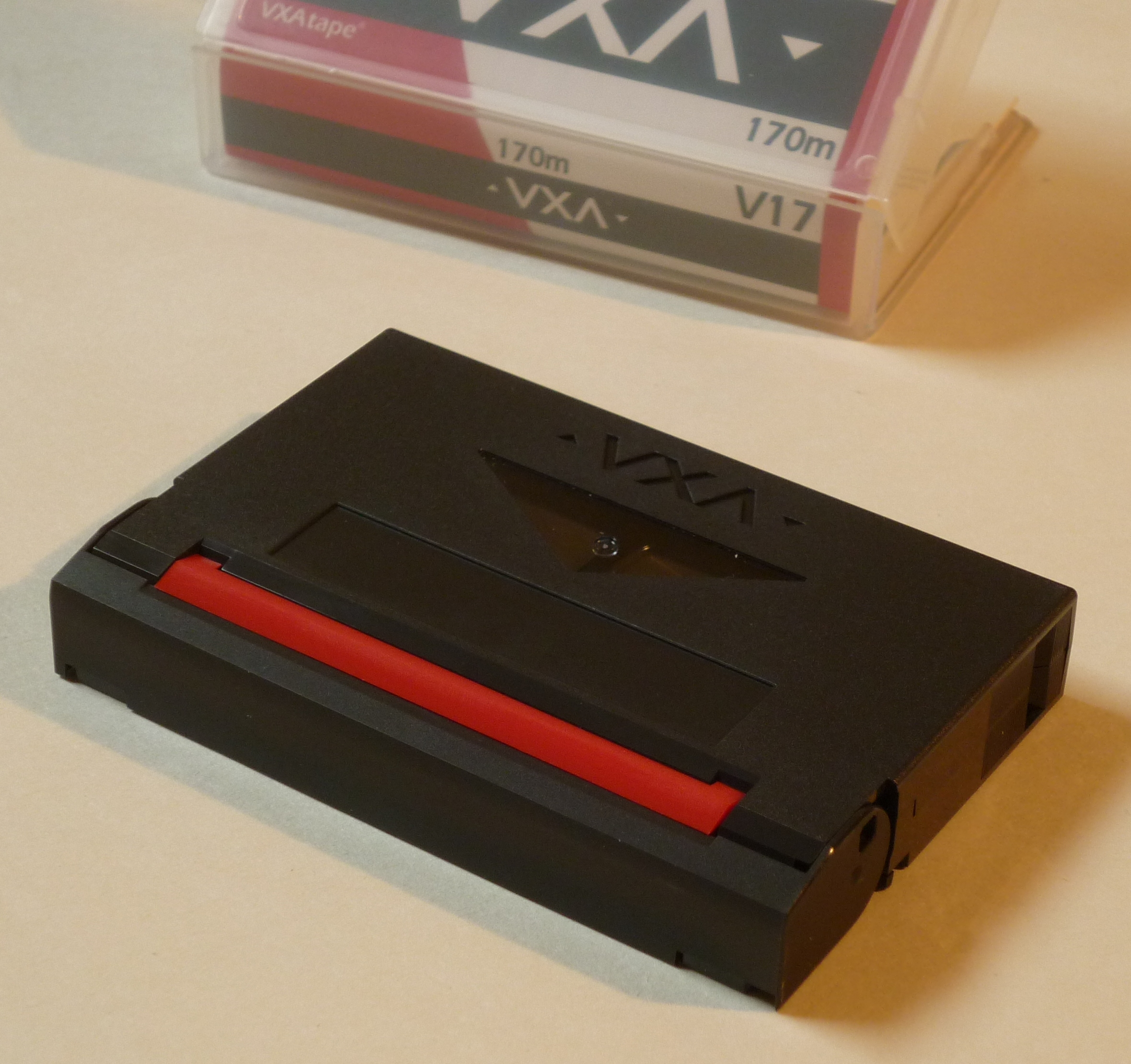
VXA Cassette V17 (170m), Ansicht von oben
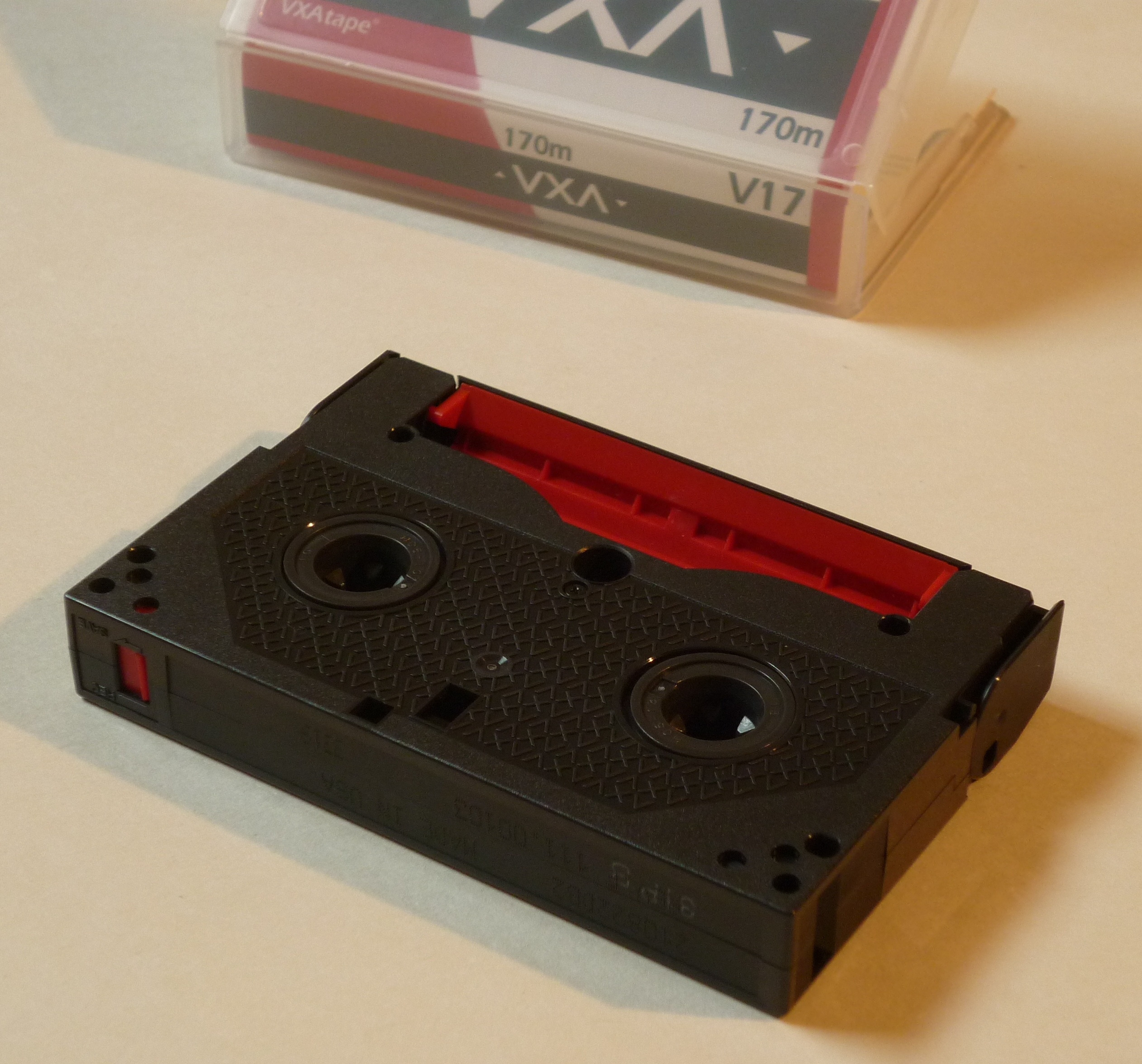
VXA Cassette V17 (170m), Ansicht von unten
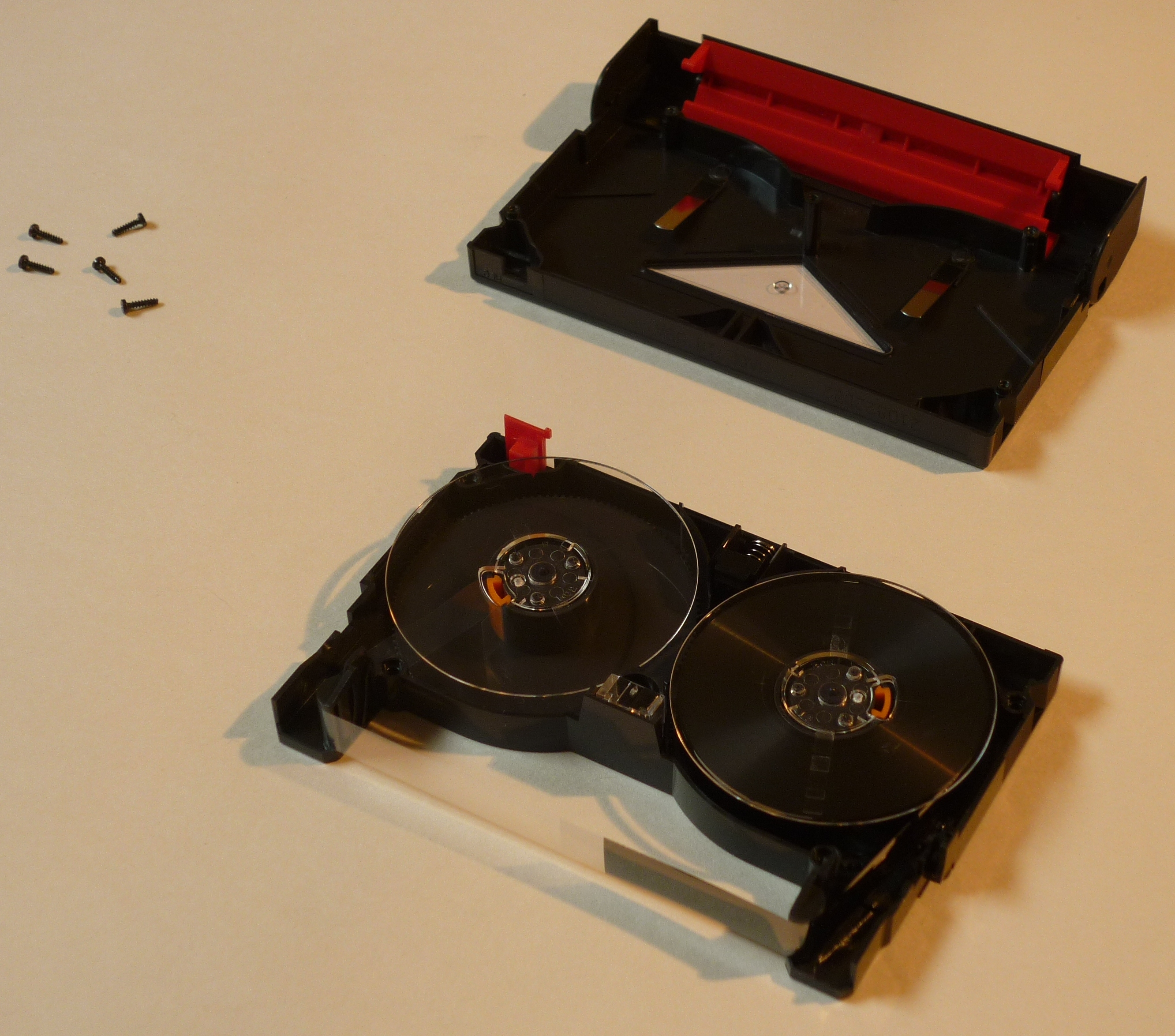
VXA Cassette V17 (170m), teils demontiert
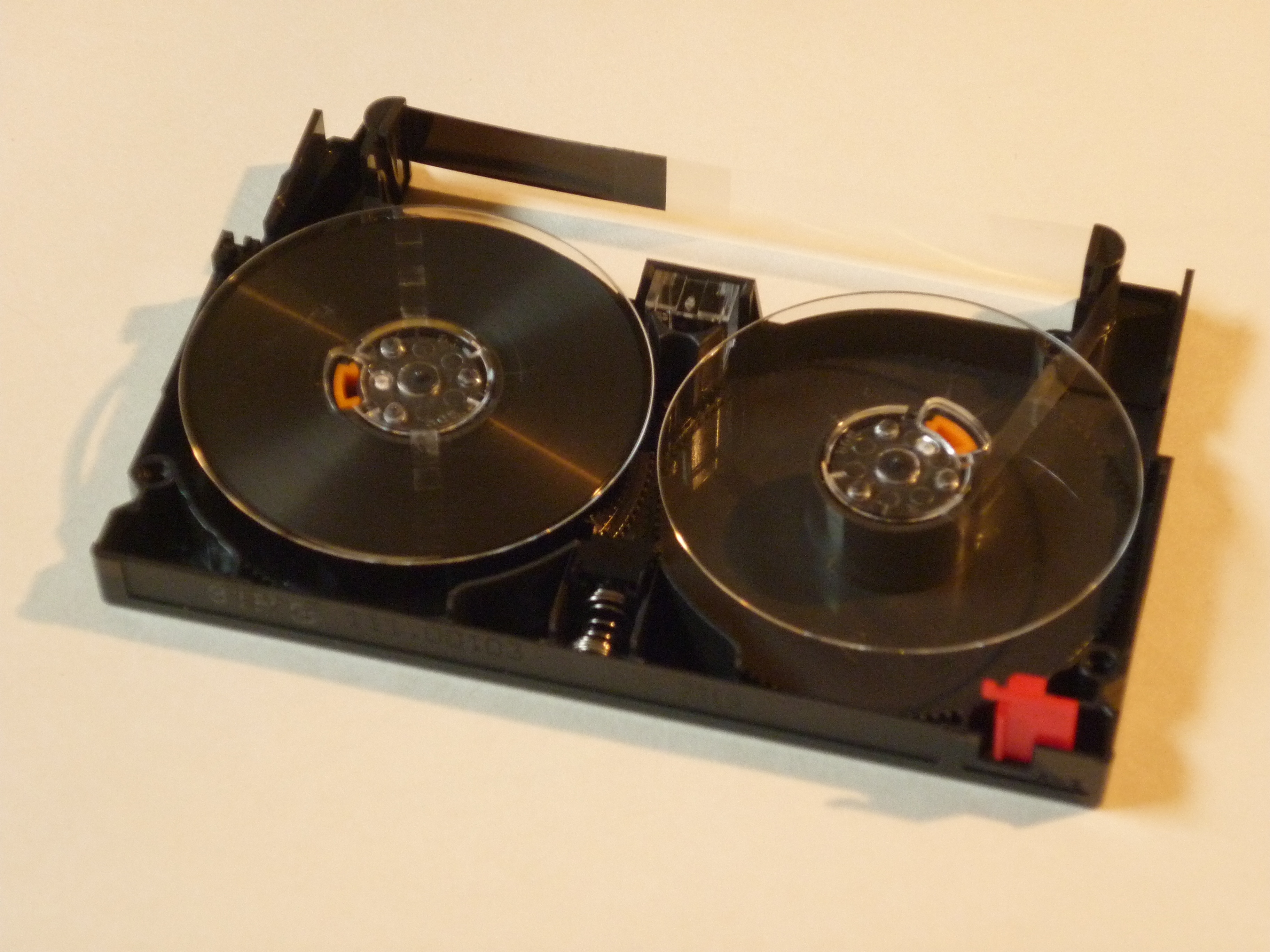
VXA Magnetband V17 (170m × 8mm)

### Mechanismus / Laufwerk

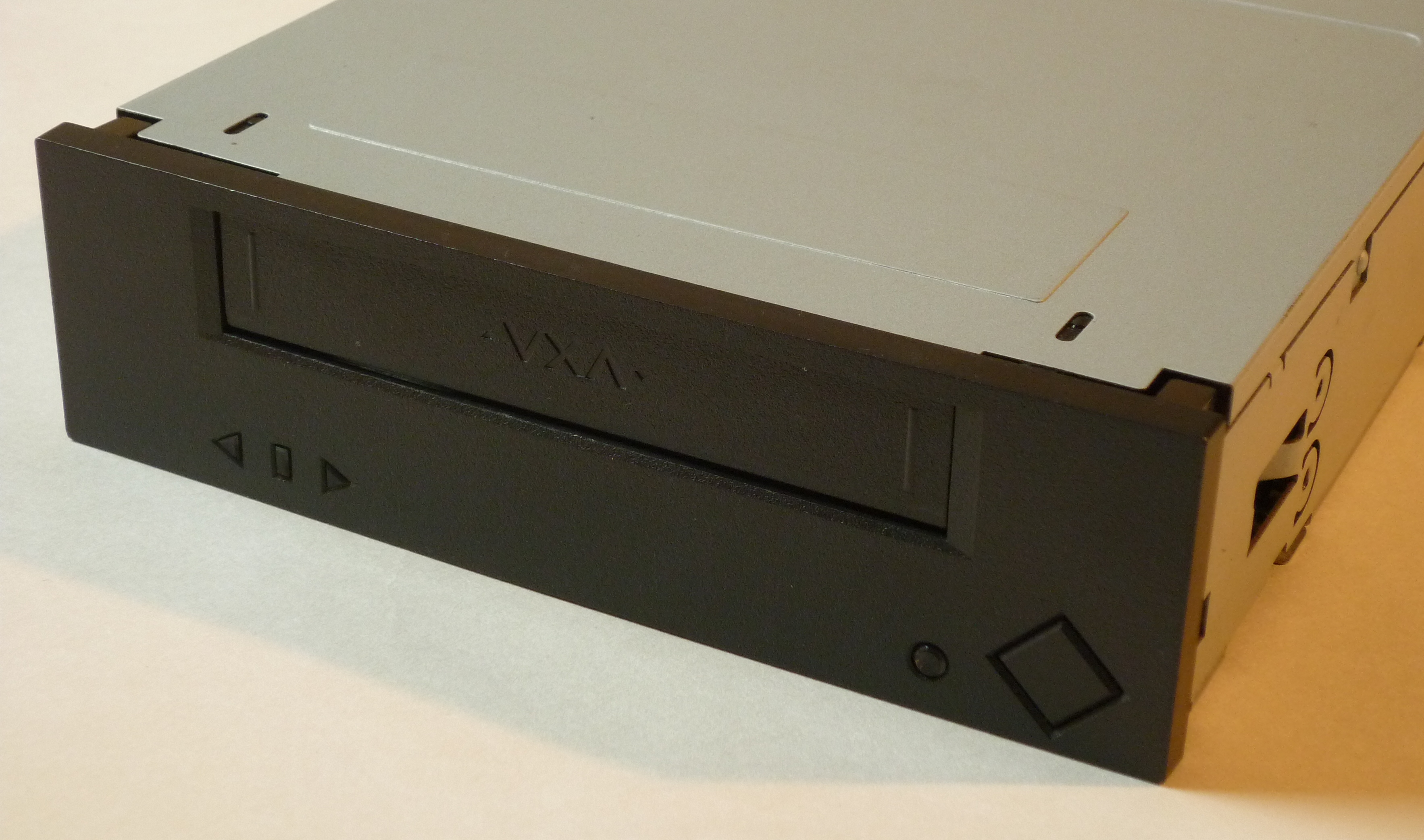
VXA-1 Laufwerk, Vorderansicht
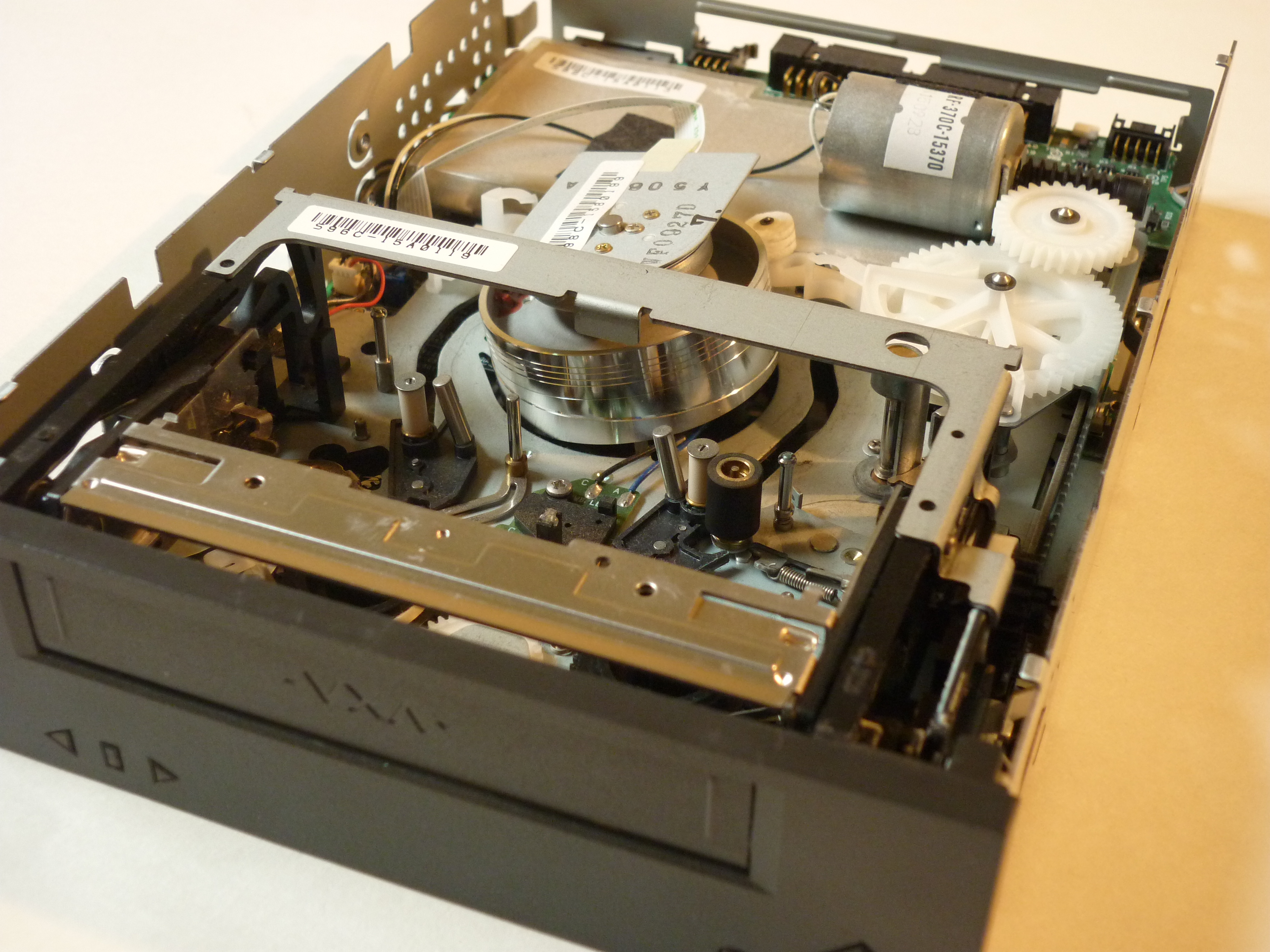
Geöffnetes VXA-1 Laufwerk
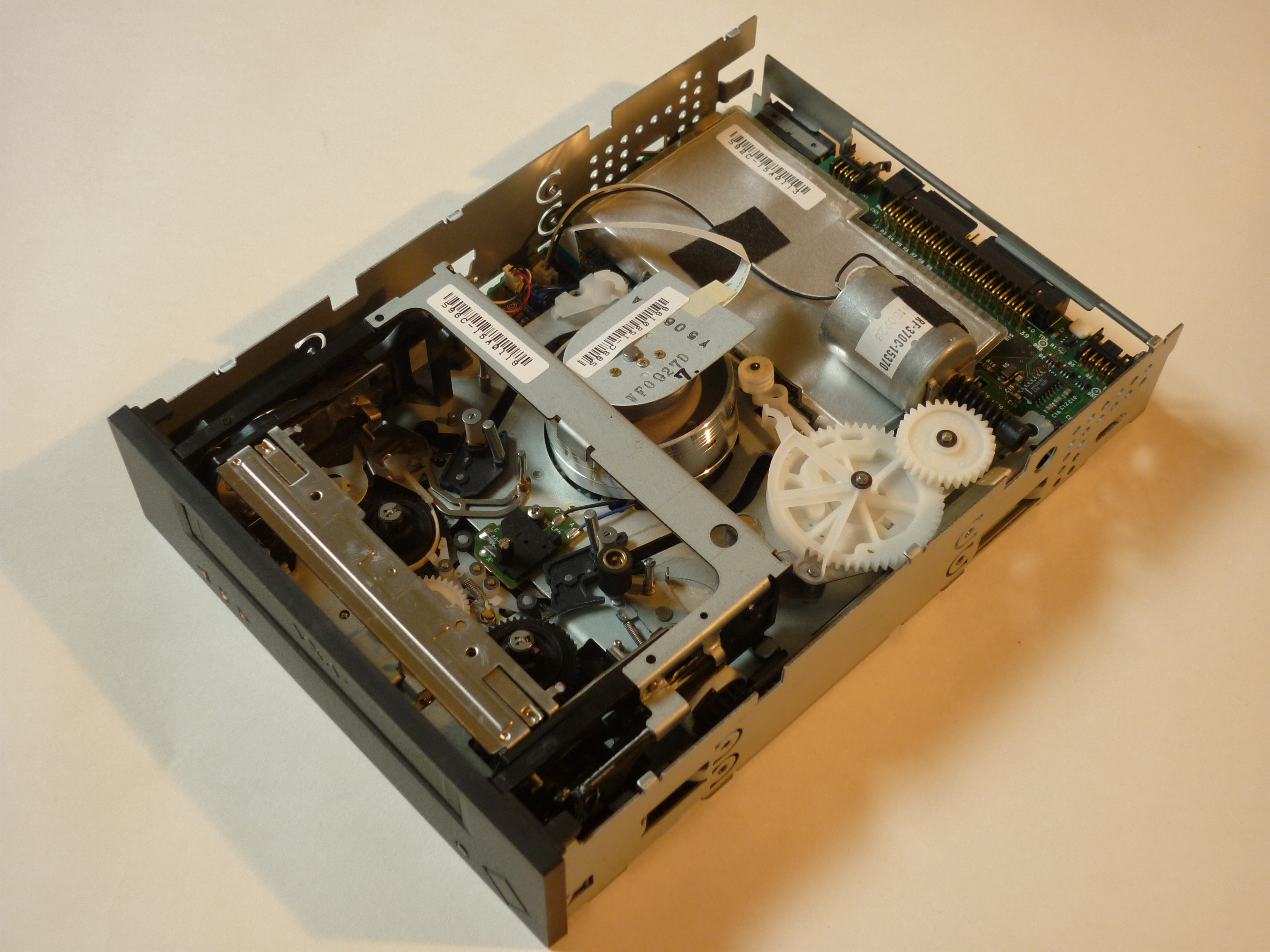
Geöffnetes VXA-1 Laufwerk von oben
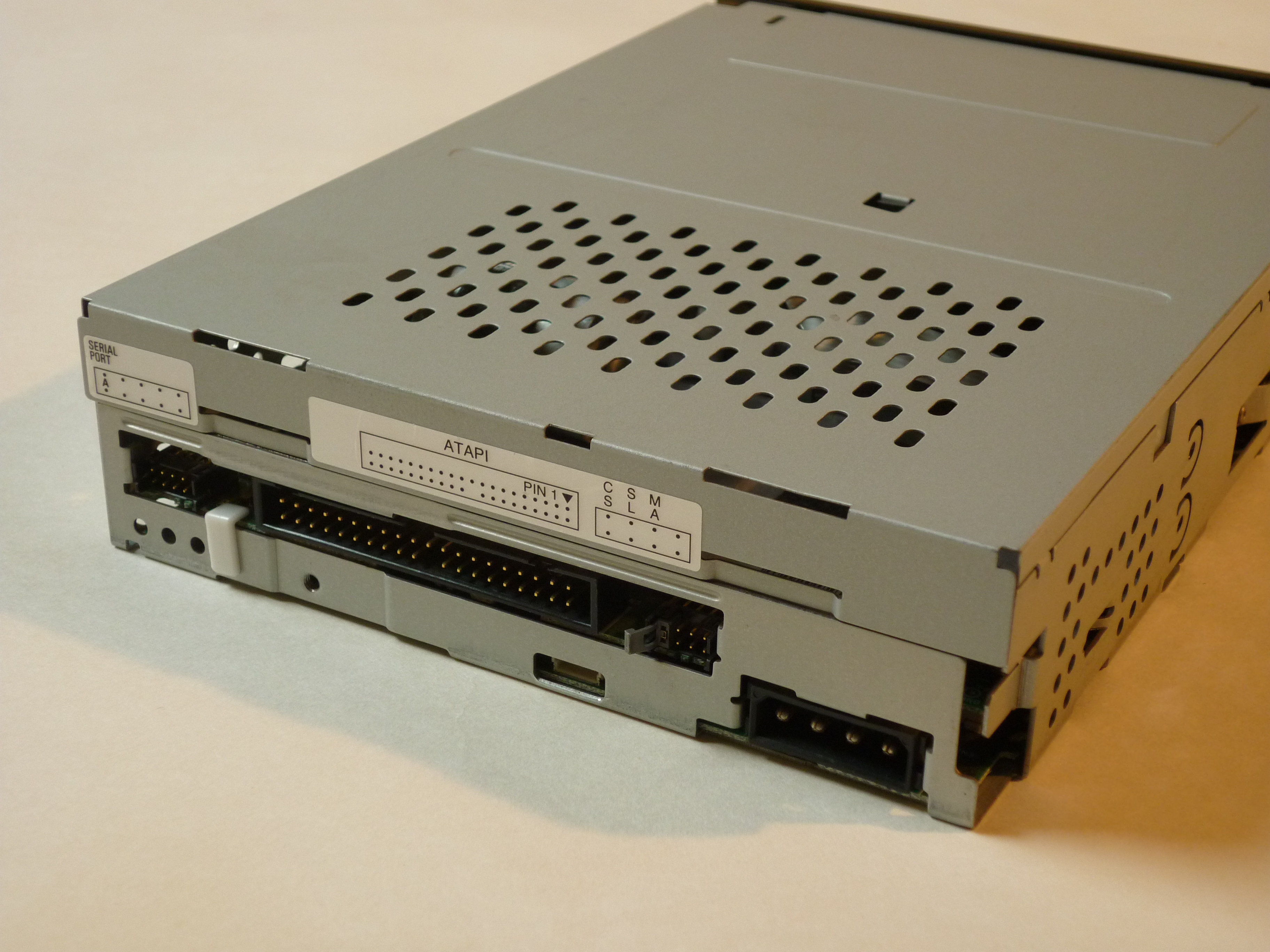
VXA-1 Laufwerk mit ATAPI-Schnittstelle
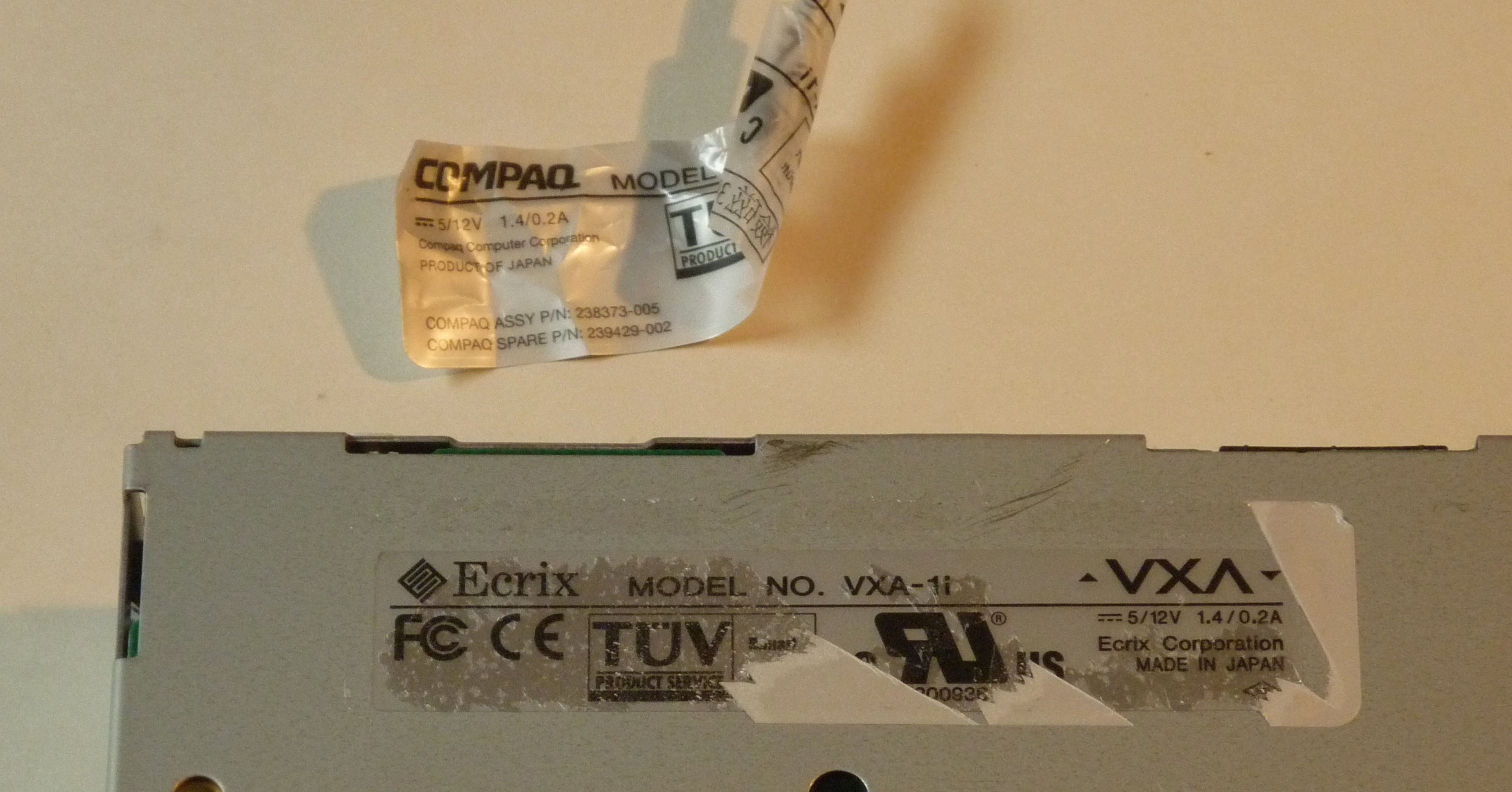
Unterseite mit Original- und überklebtem Markenname
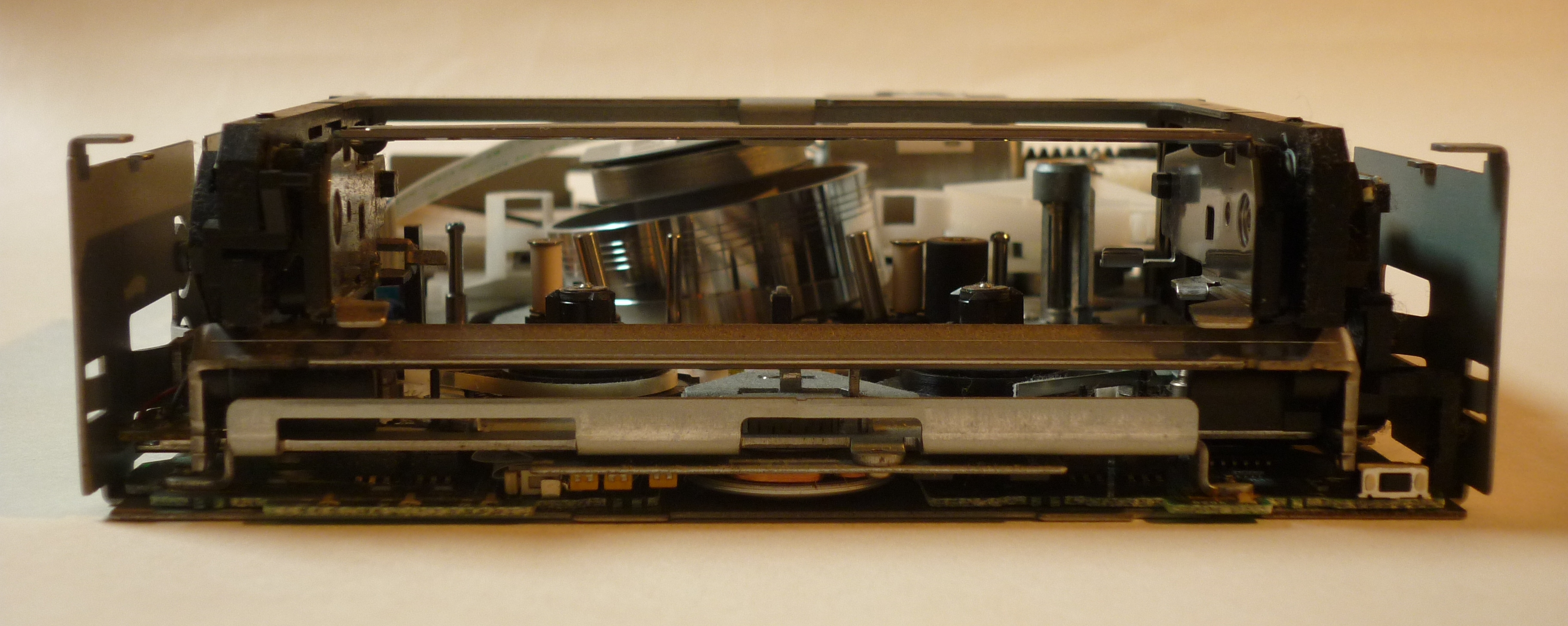
Vorderansicht ohne Blende mit Blick auf die Kopftrommel

### Band eingelegt im Laufwerk

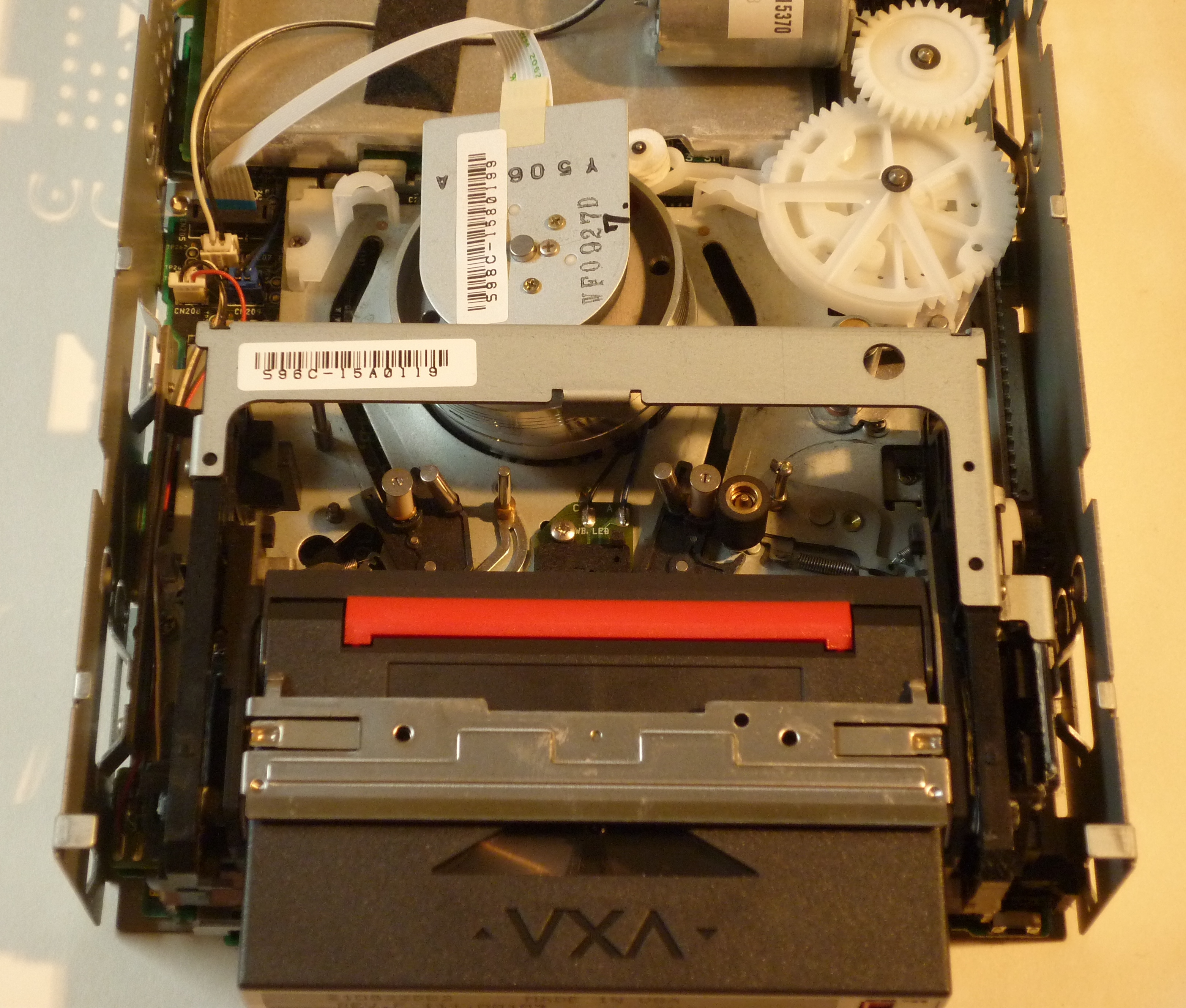
VXA-1 Laufwerk mit eingelegtem Band
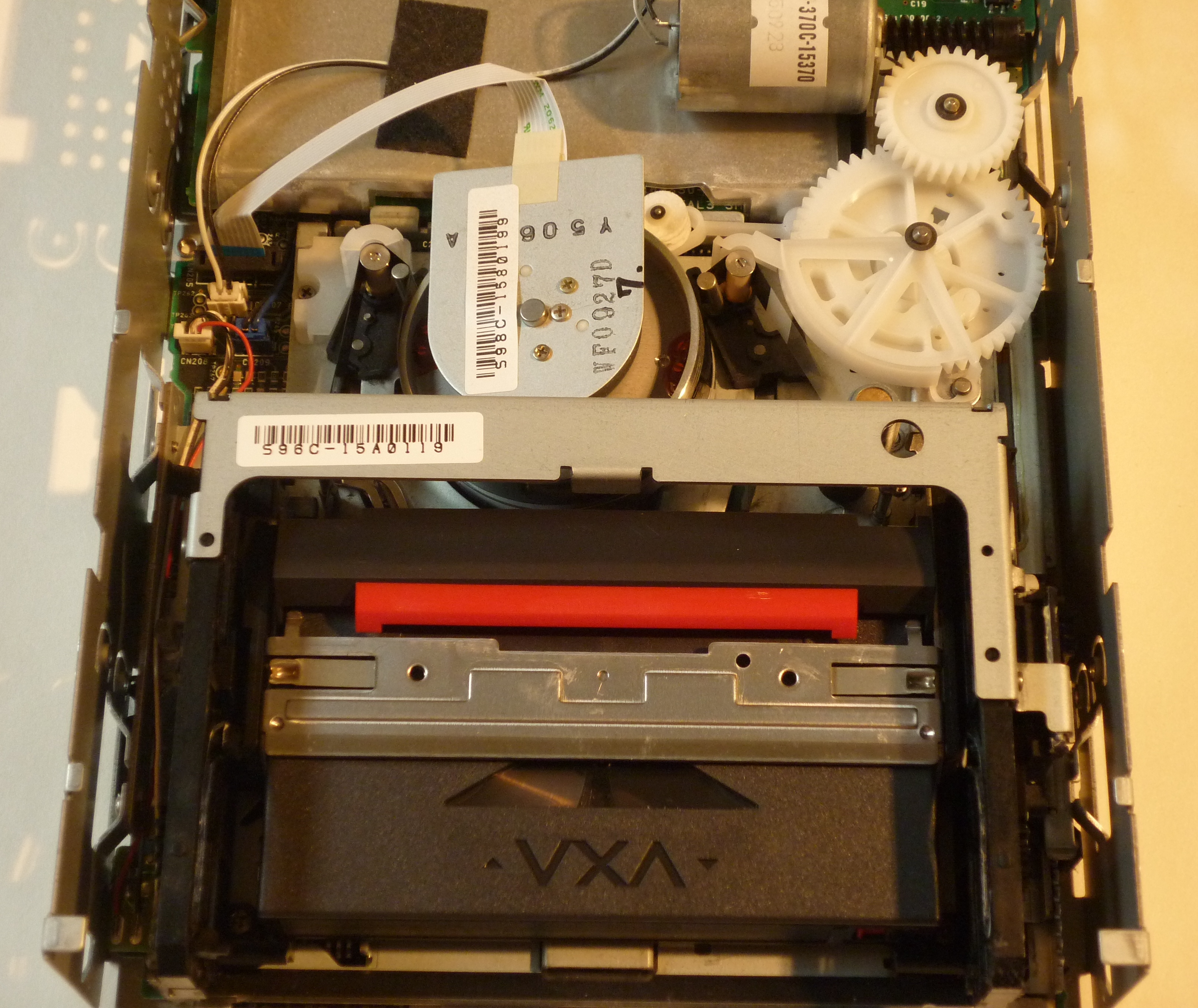
VXA-1 Laufwerk mit gespanntem Band
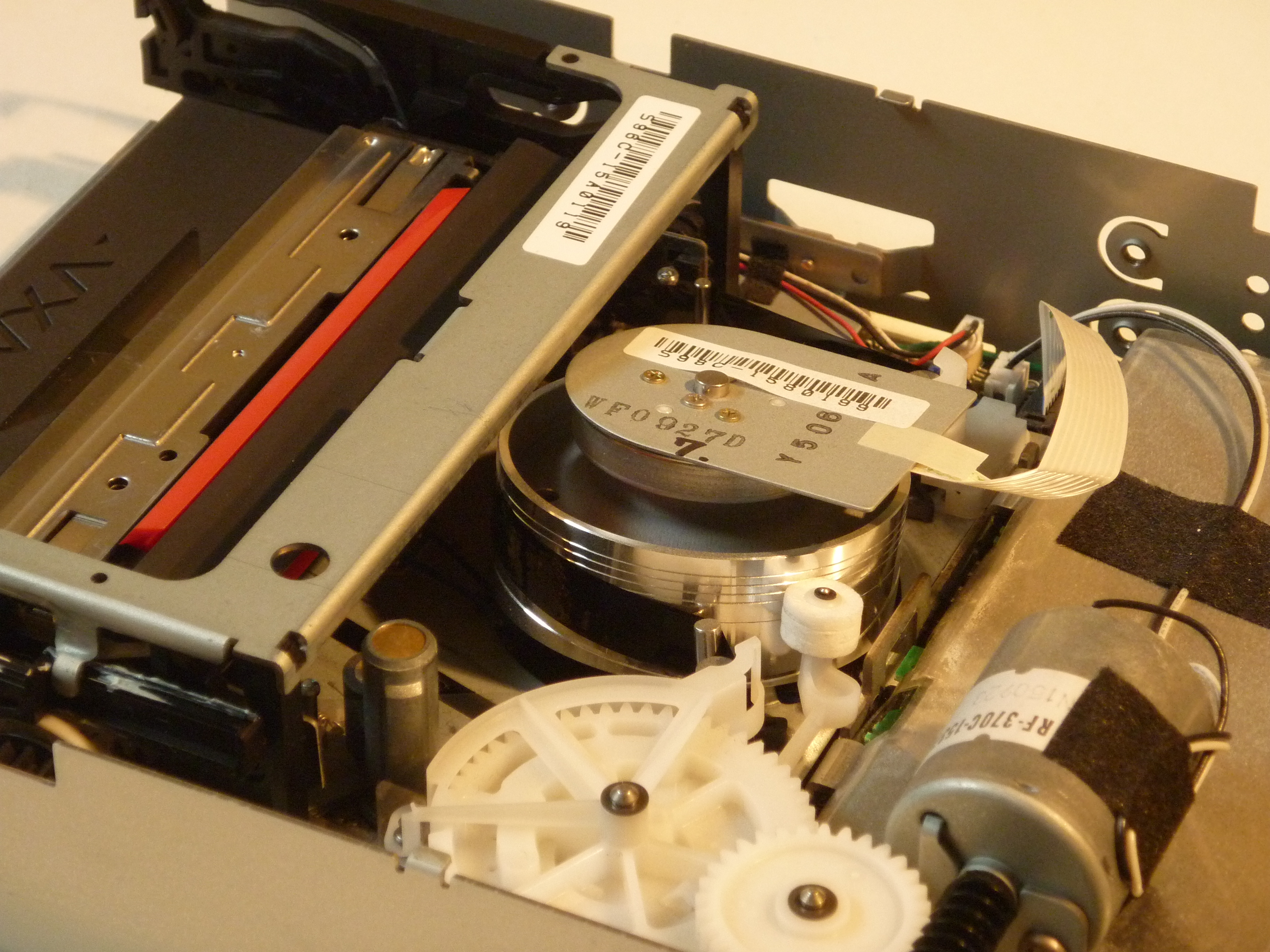
VXA-1 Ansicht von rechts
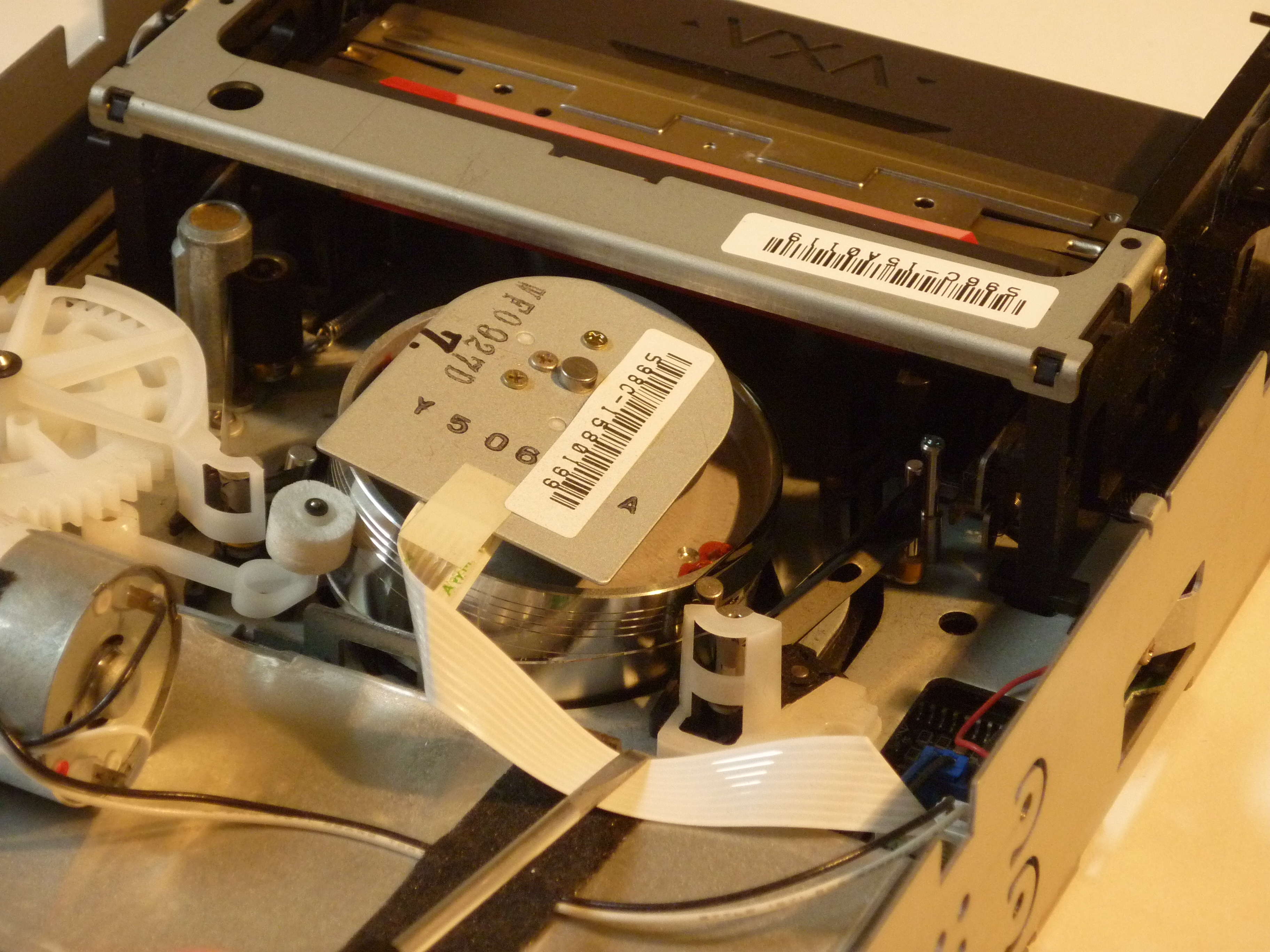
VXA-1  Ansicht von links